# 埃德蒙·斯宾塞
埃德蒙·斯宾塞（英語：Edmund Spenser，1552年—1599年1月13日），是英國著名詩人、桂冠詩人。在英國文學史上，以向英女王伊莉莎白一世致敬的《仙后》佔一席位，但在政治上以向愛爾蘭殖民並摧毀其文化而臭名昭著。
1. ↑  Dasenbrock 1985，第47–48頁.